# Ковальский, Василий Дамианович

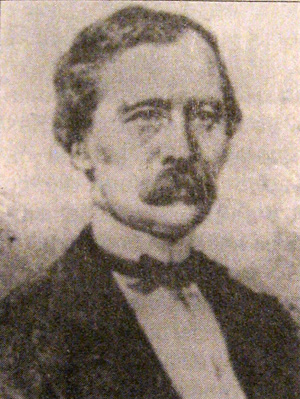
Василий Дамианович Ковальский

Васи́лий Дамиа́нович Кова́льский (1826—1911) — галицко-русский общественный и политический деятель, юрист, писатель
, автор книг для детей.

## Биография
Родился в городе Броды (Австрийская империя, ныне Львовская область, Украина). Окончил гимназию в Бродах и богословский факультет Львовского университета. Занимался юриспруденцией, служил в австрийских учреждениях, был президентом сената верховного суда в Вене. Василия Ковальского избирали депутатом Галицкого сейма и австрийского парламента.
Ковальский был старейшиной (сениором) львовского Ставропигийского института, крупнейшей галицко-русской научной институции. Автор учебников «Букварь для детей» и «Русская читанка», а также книг «Повести молодого Русина», «Дорога до счастья» и «Пьяница».